# Air (上原多香子の曲)
「Air」（エアー）は、日本の女性歌手、上原多香子の7枚目のシングル。

## 解説
- 2002年9月19日にSONIC GROOVEよりリリースされた。
- D・A・I（長尾大）作曲によるミディアムテンポのアコースティックナンバー。
- TBS系『ランク王国』2002年8・9月度オープニングテーマ。
  - 『ランク王国』でのオンエア開始からCDリリースまでの間に、アレンジとサビの歌詞・メロディーが変えられている。オンエアでも途中から差し替えられている。
- カップリング曲「沈まない太陽」は自身の声にあわせた曲作りが行われた。

## 収録曲
| #                                                                  | タイトル                    | 作詞      | 作曲     | 編曲            |
| ------------------------------------------------------------------ | --------------------------- | --------- | -------- | --------------- |
| 1                                                                  | Air                         | Kenn Kato | D・A・I  | 原田憲,土方隆行 |
| 2                                                                  | 沈まない太陽                | 松本有加  | 坂下正俊 | 坂下正俊        |
| 3                                                                  | Air (Instrumental)          | -         | D・A・I  | 原田憲,土方隆行 |
| 4                                                                  | 沈まない太陽 (Instrumental) | -         | 坂下正俊 | 坂下正俊        |
| タイアップ                                                         |                             |           |          |                 |
| Air *TBS系バラエティ『ランク王国』2002年8・9月度オープニングテーマ |                             |           |          |                 |

## 商品規格
- AVCD-16024（CCCD） ￥1,050

## その他の収録作品
Air
- オリジナルアルバム『pupa』
- ベストアルバム『départ〜takako uehara single collection〜』（CD,DVD）
- ビデオクリップ集『TAKAKO UEHARA ON REEL - CLIPS&MORE』